# Nami
Nami je ženské rodné jméno japonského původu. V překladu znamená „vodní vlna“.

## Známé Nami
- Nami Nemotová – bývalá japonská rychlobruslařka
- Nami Havelková – česká dětská herečka a operní zpěvačka